# Philipp Aschenwald
Philipp Aschenwald (Ramsau im Zillertal, 12 de noviembre de 1995) es un deportista austríaco que compite en salto en esquí.
Ganó tres medallas de plata en el Campeonato Mundial de Esquí Nórdico, en los años 2019 y 2021.

## Palmarés internacional
| Campeonato Mundial | Campeonato Mundial    | Campeonato Mundial | Campeonato Mundial |
| Año                | Lugar                 | Medalla            | Prueba             |
| ------------------ | --------------------- | ------------------ | ------------------ |
| 2019               | Seefeld (Austria)     | Medalla de plata   | TG por equipo      |
| 2019               | Seefeld (Austria)     | Medalla de plata   | TN equipo mixtp    |
| 2021               | Oberstdorf (Alemania) | Medalla de plata   | TG por equipo      |